# Lercanidipine
La lercanidipine est une molécule de la famille des dihydropyridines qui a un effet antagoniste du calcium. Elle est principalement utilisée comme médicament antihypertenseur.

## Propriétés pharmacologiques
La lercanidipine bloque les canaux du calcium présents sur les muscles qui entourent les vaisseaux sanguins. Ce qui entraîne leur relaxation et la dilatation des vaisseaux sanguins. Ainsi la tension artérielle diminue.

## Effets indésirables
Les effets indésirables les plus fréquents sont :
- maux de tête,
- rougeurs du visage,
- bouffées de chaleur,
- palpitations cardiaques,
- œdèmes des membres inférieurs.

## Interactions avec d'autres substances
La lercanidipine est métabolisée au niveau du foie par le cytochrome P450 CYP3A4. La consommation de jus de pamplemousse pendant le traitement doit être évitée car il diminue l'activité du cytochrome CYP3A4 et peut conduire à un surdosage en lercanidipine.

## Spécialités contenant de la lercanidipine
- Médicaments contenant de la lercanidipine commercialisés en France :
  - Lercan
  - Zanidip
  - lercanidipine générique des laboratoires Mylan, Sandoz, Winthrop, Actavis, Biogaran et Qualimed.
  - Lercapress (lercanidipine + énalapril)
  - Zanextra (lercanidipine + énalapril)

## Stéréochimie
La lercanidipine contient un stéréocentre et se compose donc de deux énantiomères. C'est un racémate, c'est-à-dire le mélange 1:1 des formes ( R ) et ( S ):
| Énantiomères de la lercanidipine | Énantiomères de la lercanidipine |
| -------------------------------- | -------------------------------- |
| numéro CAS : 185197-70-0         | numéro CAS : 185197-71-1         |